# Andra republiken (Finland)
Andra republiken är Finland efter andra världskriget, till skillnad från "första republiken" under mellankrigstiden. 
Beteckningen, som togs i bruk på 1970-talet, är såtillvida missvisande som övergången till det nya 1944 inte skedde genom någon statsomvälvning eller annat skarpt avbrott i samhällslivet, utan ägde rum så att säga organiskt, med bevarande av regeringsformen från 1919 och alla viktiga samhällsinstitutioner. Kontinuiteten kunde även skönjas på det personliga planet; någon rigorös utrensning av politiker och ämbetsmän som tjänstgjort under den föregående regimen företogs inte. De största förändringarna skedde inom den politiska "atmosfären". Inrikespolitiskt förlorade den nationellt agrar-konservativa ideologi som tidigare hade varit förhärskande sin dominerande ställning, samtidigt som det politiska livet och även kulturlivet tillfördes en del nya drag genom den före kriget undertryckta kommunismens inmarsch på arenan. Främst tack vare Urho Kekkonens kvartssekel som statsöverhuvud kom inrikespolitiken att präglas av en stark presidentmakt, som man efter hans avgång successivt har monterat ned. I partipolitiskt hänseende präglades andra republiken av så kallade rödmyllekoalitioner mellan Agrarförbundet/Centerpartiet och socialdemokraterna. Andra republiken kännetecknades vidare av stora ekonomiska och kulturella framsteg, samtidigt som den offentliga sektorn expanderade kraftigt ända fram till den ekonomiska krisen i början av 1990-talet. 
Även i utrikespolitiskt hänseende skilde sig andra republiken markant från sin föregångare: den grundläggande doktrinen i utrikespolitiken blev nu ett hänsynstagande till Sovjetunionen och ett erkännande av dess privilegier som stormakt, medan man under den första republikens tid haft ett mera legalistiskt synsätt med utgångspunkt i principen om likvärdiga suveräna stater. En återgång i denna riktning skedde efter Sovjetunionens och världskommunismens sammanbrott 1991, som åtminstone i utrikespolitiskt avseende markerade slutpunkten för andra republiken. En ny era inleddes definitivt i och med Finlands inträde i Europeiska unionen vid ingången av 1995.